# Esther Brandeau
Esther Brandeau, née vers 1718 près de Bayonne en France et morte probablement vers 1739, connue également sous le nom de Jacques La Fargue, est une personnalité remarquable dans l'histoire des Juifs au Canada en tant que première personne juive à y poser les pieds, travestie en homme pour voyager jusqu'en Nouvelle-France.

## Biographie

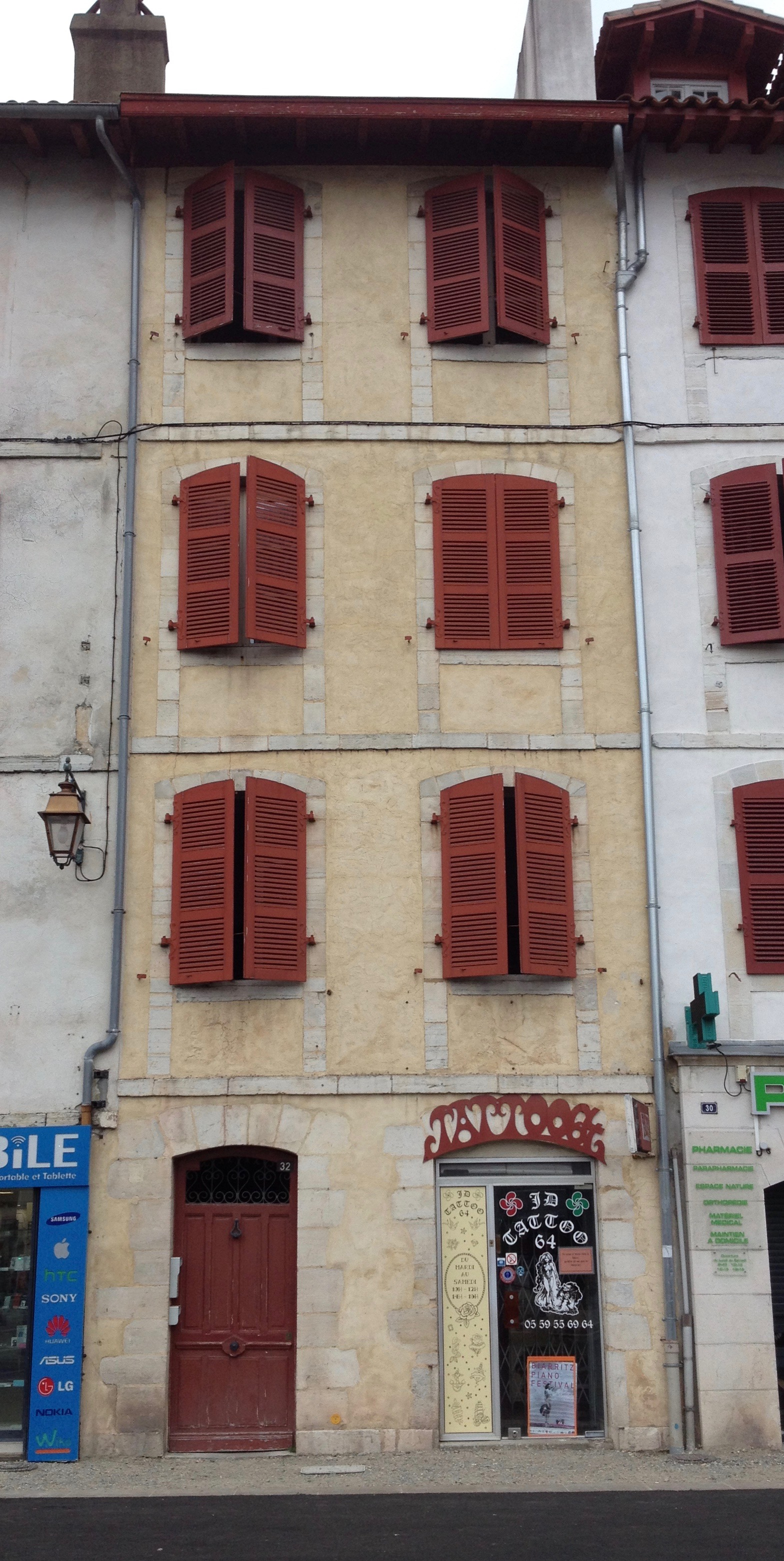
Bâtiment où se trouve l'ancien mikve de Bayonne.

Esther Brandeau est née vers 1718, probablement dans le quartier juif à Saint-Esprit-lès-Bayonne (près de Bayonne), dans le diocèse de Dax,. Après celui de Rachel, Esther est le prénom le plus porté par les Juives de Bayonne au XVIIIe siècle. Dans une étude onomastique sur les noms des Juifs de cette époque du bourg Saint-Esprit, on ne  relève pas de « Brandeau » mais quelques « Brandon » et « Brandam ».
Fille de David Brandeau, négociant à Saint-Esprit, elle est une descendante des exilés de l'Inquisition en Ibérie. En effet, dans ce quartier, se sont installés les Juifs séfarades espagnols ou portugais fuyant l'Inquisition à la fin du XVe siècle et au XVIe siècle (voir Histoire des Juifs dits portugais en France).
En ces temps, les Juifs de France faisaient l'objet de vagues d'expulsion, et la vie des femmes était limitée par les rôles de genre, que certaines tentaient d'éluder en se travestissant.
En 1738, Esther Brandeau devient Jacques La Fargue, un garçon catholique romain qui embarque à La Rochelle à bord du Saint-Michel, un brigantin de 68 tonneaux en partance de Bordeaux pour le port de Québec, avec pour capitaine sieur Michel de Sallaberry (1704-1768),,.

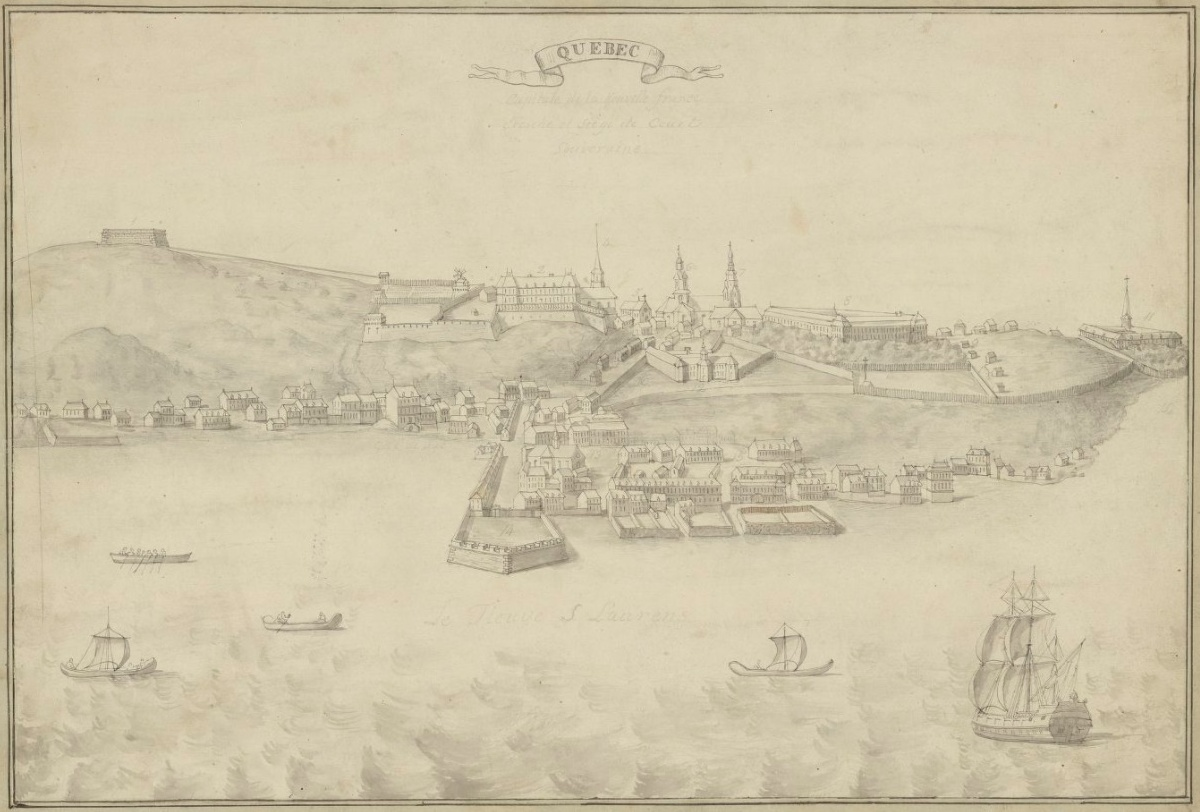
Carte de « Québec : Capitale de la Nouvelle France Evesche et siège de Court Souveraine » (entre 1700 et 1759)

À cette époque, le Canada était la seule colonie du Nouveau Monde à n'avoir jamais été visitée par un Juif, dans la mesure où l'immigration juive n'a « réellement débuté que sous le Régime anglais, la France refusant à tous les non-Catholiques le droit de séjour dans sa colonie. Conséquemment, la présence juive en Nouvelle-France fut le fait d'individus isolés, tels Esther Brandeau ».
Après une brève mascarade, la religion et le sexe d'Esther sont découverts. En tant que non-catholique dans un pays légalement catholique, elle est arrêtée sur les ordres de Gilles Hocquart, intendant de la Nouvelle-France, et conduite à l'Hôpital Général de Québec, à Notre-Dame-des-Anges, où elle est placée sous surveillance.
Les minutes de son interrogatoire devant le Commissaire de la marine, datées du 15 septembre 1738, se trouvent aujourd'hui à la Bibliothèque et Archives du Canada. D'après les déclarations de la jeune fille, il y est dit qu'avant d'être découverte sur le Saint-Michel, ses parents l'avaient faite embarquer à Bayonne sur un navire hollandais commandé par le capitaine Geoffroy, au printemps 1733, « pour l'envoyer à une de ses tantes et à son frère » à Amsterdam - qui aurait fait naufrage. La jeune Esther est recueillie à Biarritz par la veuve Catherine Thuriau mais quinze jours plus tard, elle part pour Bordeaux habillée en homme, « où elle s'embarque sur une barque commandée par le capitaine Bernard », sous le nom de Pierre Mauriette, pour se rendre à Nantes. Puis, « elle retourne sur le même bateau à Bordeaux » et « sous la même qualité », habillée en homme, s'embarque sur un bâtiment espagnol dirigé par le capitaine Antonio, qui allait à Nantes. À un moment, elle parvient à La Rochelle où elle embarque encore et se rend au Canada.
En tout, son périple pour quitter la France dure cinq ans, où elle voyage de ville en ville et remplit diverses fonctions, toujours habillée en homme,,.
Hocquart envoie un rapport en France dans lequel il émet des doutes quant à cette histoire de fille habillée en garçon, « qui se dit Juive », et qui aurait passé ainsi toute l'année passée au Canada.
Il avait d'abord l'impression qu'Esther Brandeau souhaitait se convertir au catholicisme et rester dans la colonie. Cependant, plus tard, il écrit au ministre en France que les tentatives de conversion auprès d'Esther Brandeau ont échoué : elle désire vivre au Canada en tant que juive. Le gouvernement décide alors son expulsion mais la colonie n'ayant pas les ressources pour payer son passage, elle demeure une année au Canada,.
Après une correspondance avec les autorités françaises, elle est renvoyée chez elle aux frais de l'État, après intervention du roi Louis XV, à bord du navire Comte de Matignon,, à l'automne 1739. 
Après la déportation d'Esther Brandeau en France, on ne sait plus rien de sa vie.

## Contexte historique

### Juifs dans l'Europe du XVIIIe siècle et les colonies européennes
Historiquement, l'antisémitisme était répandu dans l'Europe chrétienne et les colonies européennes, entraînant le déplacement de nombreux Juifs. Au cours des siècles qui ont précédé les années 1700, les chrétiens européens ont largement contraint les Juifs à des pratiques économiques déloyales telles que l'usure. Les préjugés médiévaux contre les Juifs, tels que l'empoisonnement des puits d'eau pour provoquer la peste noire, ont également persisté à cette époque. Les Juifs étaient également un sujet populaire dans la littérature alors qu'ils représentaient moins d'un pour cent de la population française, bien qu'ils aient le plus souvent été représentés négativement dans ces œuvres.
Alors que les Juifs avaient atteint les Amériques des siècles avant Esther Brandeau, la Nouvelle-France était l'un des derniers endroits où les Juifs aient jamais abordés dans les Amériques car la colonie de la Nouvelle-France était officiellement fermée à tous les non-catholiques. En 1492, l'année où la monarchie espagnole a expulsé les Juifs de ses terres, plusieurs Juifs ont rejoint le voyage de Christophe Colomb à travers l'océan Atlantique. Un Juif parmi ce groupe, Luis de Torres, a été identifié comme le premier homme blanc à marcher sur les terres du Nouveau Monde.
Au XVIIe siècle, plusieurs Juifs étaient devenus des marins, présentant ainsi des similitudes avec les débuts d'Esther Brandeau. En 1624, la première colonie « ouvertement juive », située au Brésil, est établie dans les Amériques. Contrairement à la Nouvelle-France, les colonies anglaises ont fourni un environnement relativement tolérant pour les Juifs dès le XVIIe siècle, en partie en raison de l'acquisition anglaise de la Nouvelle-Hollande où les Anglais ont décidé que les Juifs continueraient de conserver les droits dont ils jouissaient sous la domination néerlandaise. De nombreux Juifs des colonies anglaises se sont établis avec succès comme commandants militaires, marchands ou fonctionnaires.
En 1733, quelques années seulement avant l'arrivée secrète d'Esther Brandeau en Nouvelle-France, un groupe de colons ouvertement juifs avait déjà contribué à l'établissement de la colonie anglaise de Géorgie.

### Femmes en Nouvelle-France
Alors que les femmes avaient plus d'options pour les activités non domestiques en Nouvelle-France qu'en France, en raison de la disparité entre les sexes qui existait dans la colonie, une épouse était toujours soumise aux souhaits de son mari. On pouvait s'attendre à ce qu'une femme en Nouvelle-France se marie au milieu de l'adolescence (beaucoup plus jeune que l'âge moyen du mariage en France) avec un homme de plus de dix ans son aîné, et le seul motif de séparation était celui des questions financières. Des cas de violence conjugale en Nouvelle-France ont été enregistrés. D'un point de vue religieux, les rôles de genre ont persisté car les hommes étaient censés jouer un rôle religieux plus actif tandis que les femmes étaient plus vénérées pour leur « pureté sexuelle ».
En ce qui concerne la situation d'Esther Brandeau, elle a été envoyée à l'hôpital plutôt qu'en prison en raison du manque d'établissements pénitentiaires pour femmes en Nouvelle-France.

## Héritage

### Littérature
L'histoire d'Esther Brandeau a inspiré des romanciers, des universitaires, des scénaristes et des artistes de performance à créer différentes pièces sur sa vie.
Le journaliste et historien canadien Benjamin G. Sack a présenté un essai historique sur Esther Brandeau dans History of the Jews in Canada, traduit en 1965.  Sack sera plus tard une source crédible pour l'histoire d'Esther et servira de référence principale pour son Dictionnaire biographique du Canada qui jette les bases de ce que l'on sait de la vie de cette jeune femme.
Trois romans lui sont consacrés : Une Juive en Nouvelle-France (2000) de Pierre Lasry, Esther (2004) de Sharon E. McKay et The Tale-Teller (2012) de Susan Glickman. Le premier, écrit en français, raconte une histoire romancée des aventures d'Esther avant son arrivée en Nouvelle-France en mettant l'accent sur ses ancêtres pour enfin faire la lumière sur son séjour au Québec. The Tale-Teller emmène les lecteurs à travers la vie d'Esther en tant que Jacques La Fargue et les obstacles rencontrés par Esther en raison de sa race et de son sexe. Susan Glickman se concentre sur la façon dont Esther brise les barrières de genre, de race et de statut socio-économique. Dans Esther (2004) de Sharon E. McKay, l'auteur met en scène la vie dans l'Europe du XVIIIe siècle, mais se concentre spécifiquement sur la vie des Juifs et des femmes. Le roman de fiction explique les restrictions légales auxquelles les Juifs étaient confrontés et comment nombre d'entre eux ont été forcés de se convertir au catholicisme romain ou se sont convertis pour échapper à la persécution. Les femmes juives au Canada vivaient une vie contrainte et devaient assumer les rôles traditionnels selon la société. L'histoire d'Esther Brandeau offre une perspective différente en dehors des restrictions sociétales auxquelles les Juifs et les femmes étaient confrontés.

### Essais
Des ouvrages évoquent Esther Brandeau : 
- Arlette Corcos, Montréal, les Juifs et l'école, Les éditions du Septentrion, 1997, 305 p.  (ISBN 978-2-89448-078-6)
- (en)Joseph Kage, With Faith and Thanksgiving: The Storv of Two Hundred Years of Jewish Immigration and Immigrant Aid Effort in Canada (1760-1960), Montreal, Eagle Publishing Co. Ltd, 1962, p. 3 ;
- (en)Richard Menkis, « Antisemitism and Anti-Judaism in Pre- Confederation Canada », dans Alan Davies, éd., Antisemitism in Canada: History and Interpretation, Waterloo, Wilfrid Laurier University Press, 1992, p. 12;
- Guy Wagner-Richard, Le cimetière juif de Québec: Beth Israël Ohev Sholom, Sillery, Septentrion, 2000, p. xv.

### Art de la performance
Heather Hermant est une poètesse érudite qui travaille avec la vidéo, l'installation, le théâtre et analyse le croisement entre la terre, le corps et l'archive. Hermant a créé une pièce connue sous le nom de Ribcage: this wide passage (« Cage thoracique : ce large passage »), inspirée par le premier Juif à mettre le pied en Nouvelle-France. Lorsque Heather a été chargée de rechercher un ancêtre pour un cours de performance, elle a exploré l'histoire juive canadienne, ce qui l'a amenée à découvrir l'histoire d'Esther Brandeau. Cage thoracique : ce large passage met en lumière l'expérience multi-croisée d'Esther, une jeune femme juive passant pour un homme chrétien au XVIIIe siècle. Le thème prédominant de la performance est le « multi-croisement » suggèrant celui qui traverse le genre, la religion, les géographies, une partie de ce qu'Esther a vécu lors de son voyage en Nouvelle-France. Cage thoracique : ce large passage explore non seulement l'histoire et l'inconnu, mais est également centré sur la recherche d'un lieu d'appartenance. L'œuvre d'Hermant, inspirée de Brandeau, est présentée au Festival Tremor de Vancouver en 2010, au MAI (Montréal, Arts Interculturels) à Montréal, et sera plus tard sera également présenté en version française.